# Толмин
Толмин (словен. Tolmin, итал. Tolmino) је мали град и управно средиште истоимене општине Толмин, која припада Горишкој регији у Републици Словенији.
По попису становништва из 2011. године насеље Толмин имало је 3.534 становника.

## Природне одлике
Толмин се налази на западу Словеније, близу државне границе са Италијом.
Град се сместио у долини реке Соче, испод јужних падина Јулијских Алпа.